# Bob Heinz
Bob Heinz (Milwaukee, 25 de julho de 1947) é um ex-jogador profissional de futebol americano estadunidense.

## Carreira
Bob Heinz foi campeão da temporada de 1973 da National Football League jogando pelo Miami Dolphins.